# Portugal International 2009
Die Portugal International 2009 fanden vom 30. April bis zum 3. Mai 2009 im Pavilhão Rainha D. Leonor, Estrada da Foz de Arelho in Caldas da Rainha statt. Es war die 44. Auflage dieser internationalen Titelkämpfe in Portugal im Badminton. Das Preisgeld betrug 5.000 US-Dollar und das Turnier wurde damit in das BWF-Level 4B eingeordnet. Der Referee war Eric Lissillour aus Frankreich. Hauptsponsor und Namensgeber des Turniers war VICTOR.

## Sieger und Platzierte
| Disziplin    | Gold                                    | Silber                               | Bronze                         |
| ------------ | --------------------------------------- | ------------------------------------ | ------------------------------ |
| Herreneinzel | Magnus Sahlberg                         | Christian Lind Thomsen               | Matthieu Lo Ying Ping          |
| Herreneinzel | Magnus Sahlberg                         | Christian Lind Thomsen               | Maxime Mora                    |
| Dameneinzel  | Jill Pittard                            | Telma Santos                         | Anna Narel                     |
| Dameneinzel  | Jill Pittard                            | Telma Santos                         | Bing Xin Xu                    |
| Herrendoppel | Ruben Gordown Khosadalina Stenny Kusuma | Laurent Constantin Sébastien Vincent | Hugo Rodrigues Fernando Silva  |
| Herrendoppel | Ruben Gordown Khosadalina Stenny Kusuma | Laurent Constantin Sébastien Vincent | Rodolfo Ramírez Hendry Winarto |
| Damendoppel  | Emelie Lennartsson Emma Wengberg        | Sanni Rautala Noora Virta            | Elisa Chanteur Barbara Matias  |
| Damendoppel  | Emelie Lennartsson Emma Wengberg        | Sanni Rautala Noora Virta            | Helena Pestana Ana Reis        |
| Mixed        | Łukasz Moreń Natalia Pocztowiak         | Nikita Khakimov Liubov Chudentseva   | Carlos Longo Haideé Ojeda      |
| Mixed        | Łukasz Moreń Natalia Pocztowiak         | Nikita Khakimov Liubov Chudentseva   | David Leal Yoanna Martinez     |

## Finalergebnisse
| Disziplin    | Sieger                                  | Finalist                             | Ergebnis          |
| ------------ | --------------------------------------- | ------------------------------------ | ----------------- |
| Herreneinzel | Magnus Sahlberg                         | Christian Lind Thomsen               | 21:11 21:16       |
| Dameneinzel  | Jill Pittard                            | Telma Santos                         | 21:16 21:14       |
| Herrendoppel | Ruben Gordown Khosadalina Stenny Kusuma | Laurent Constantin Sébastien Vincent | 21:12 21:11       |
| Damendoppel  | Emelie Lennartsson Emma Wengberg        | Sanni Rautala Noora Virta            | 21:10 20:22 21:12 |
| Mixed        | Łukasz Moreń Natalia Pocztowiak         | Nikita Khakimov Liubov Chudentseva   | 21:13 21:14       |